# Speibenkäs
Der Speibenkäs ist ein 1361 m ü. NHN hoher Berg in den Bayerischen Voralpen im Isarwinkel; er gehört zur Gemeinde Jachenau im Landkreis Bad Tölz-Wolfratshausen.
Der Speibenkäs ist der zweithöchste Gipfel des Gebirgszuges Isar- und Ochsensitzerberg nördlich Isar und Vorderriß. Der Gipfel liegt zwischen dem Schürpfeneckberg im Westen und dem Spitzberg im Osten.

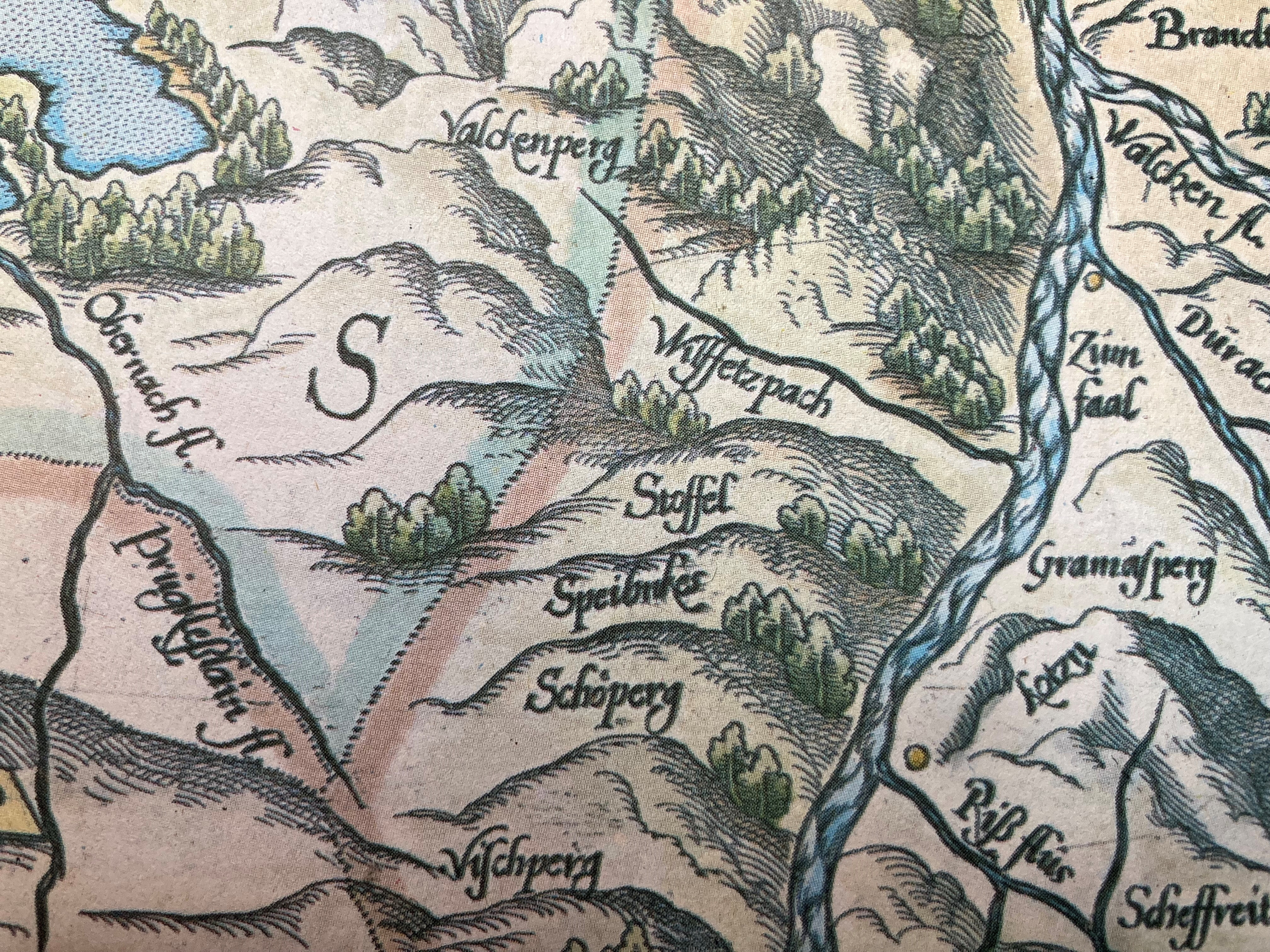
Der Speibenkäs bei Philipp Apian 1568

Wegen fehlender Bezeichnung der Höhe 1361 als Speibenkäs im Zeitraum 1860 bis 2024 haben bergbegeisterte Isarwinkler 2019 den Gipfel mit einem Kreuz geschmückt und ihn als „Isarköpfl“ bezeichnet. Am 13. Oktober 2024 hat das bayerische Landesamt für Digitalisierung, Breitband und Vermessung dem Gipfel wie schon bei Philipp Apian 1568 den Namen Speibenkäs gegeben.
Die Bedeutung des Namens Speibenkäs ist nach wie vor unklar.
Der Speibenkäs besteht vollkommen aus Hauptdolomit.

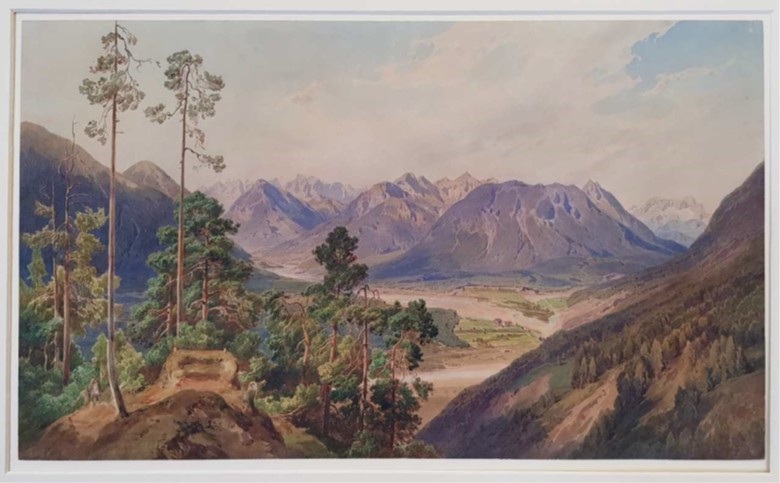
Blick vom Speibenkäs Richtung Vorderriß, Karwendel und rechts die Zugspitze

Der Speibenkäs war bevorzugtes Jagdgebiet des bayerischen Königshauses. Eine Zeichnung von Leopold Rottmann zeigt den  „Königsstand“ auf dem Speibenkäs mit Blick auf Vorderriß und das Karwendel.
Beidseits des Speibenkäs liegen die Waldabteilungen „Speibenkäs West“ und „Speibenkäs Ost“ der Bayerischen Staatsforsten.